# Beniamino Vergani
Beniamino Vergani (Montebelluna, 2 de juny de 1863 – 15 de juliol de 1927), fou un jugador d'escacs italià.

## Biografia
Vergani era un home de negocis, nascut en una família originària de Cremona que va aprendre a jugar tard, el 1884, als 21 anys, de la mà de l'enginyer G.B. Dall'Armi, un fort jugador de Montebelluna. Ben aviat va obtenir èxits en torneigs de nivell local, i es va iniciar també en el joc per correspondència.

## Activitats relacionades amb els escacs
Vergani va provar la composició de problemes. El 1890 un problema seu va rebre una menció al cinquè concurs de la Nuova Rivista degli Scacchi.
Va escriure la columna d'escacs de Lo Sport illustrato entre 1890 i 1897, any en què el diari va deixar de publicar-se. En aquest període era també conegut com a fort jugador d'escacs a la cega. El febrer de 1891 va donar una exhibició de simultànies a la cega al Caffè Roma de Treviso, guanyant totes les partides.

## Resultats destacats en competició
Va participar en el VI Torneig Nacional Italià de Torí 1892, on hi fou segon rere Vittorio Torre. El 1900, empatà al 2n-3r lloc a Roma puntuant 10 de 14, i el 1901 fou cinquè a Venècia amb 5.5 de 14.

### El torneig de Hastings 1895

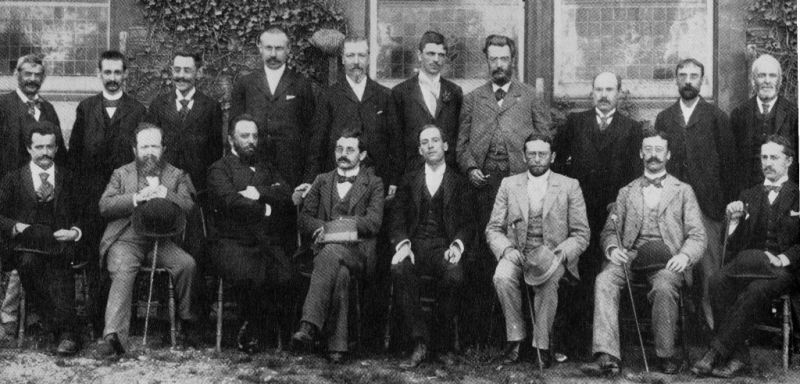
Participants al torneig de Hastings 1895; Vergani és el primer de baix a l'esquerra).

El 1895, gràcies a la mediació del diari Lo Sport illustrato, va poder inscriure's per jugar al Torneig Internacional de Hastings 1895, que és considerat el torneig més fort del segle xix. Va quedar-hi en últim lloc, un resultat esperat atesa l'enorme força de l'esdeveniment, però va jugar-hi prou bé, i va aconseguir guanyar jugadors del calibre d'Isidor Gunsberg (candidat al títol mundial el 1890) i Carl Schlechter (també candidat al títol mundial el 1911) i hi entaulà amb els romanesos Georg Marco i Adolf Albin.

### Rànquing mundial
El seu millor rànquing Elo s'ha estimat en 2461 punts, l'agost de 1898, moment en què tenia 35 anys, cosa que el situaria en 66è lloc mundial en aquella data. Segons chessmetrics, va ser el 66è millor jugador mundial en 2 diferents mesos, el maig de 1896 i l'agost de 1898.